# ハリウッド・ロックウォーク
ハリウッド・ロックウォークは、ハリウッドのギターセンター・ストアにある、殿堂入りミュージシャンのサイン入りプレートや手形、ギターなどの展示スペースである。ロックの発展に貢献をしたミュージシャンを讃えるために、1985年11月に設立された。エルヴィス・プレスリーやジョン・レノン、エリック・クラプトンなど、多くの著名ミュージシャンが殿堂入りしている。
なお、ロックの殿堂入りを果たした日本人ミュージシャンは、B'zの稲葉浩志と松本孝弘の2人のみである。